# Силкес, Авром
Авром Силкес (идиш אברהם סילקעס‎, 8 июня 1918, Брест-Литовск, дата и место смерти неизвестны) — еврейский писатель на идиш.

## Биография
Родился 8 июня 1918 в Брест-Литовске (ныне Брест, Беларусь). Окончил польскую гимназию в Варшаве, где жил до начала Второй мировой войны. После вторжения немцев в Польшу, бежал в родной Брест, затем жил в Витебске, где учился в педагогическом институте. Эвакуировался в Ташкент, где обучался в Институте иностранных языков. 
В 1946 вернулся в Польшу. Работал в архиве Еврейского исторического института. Впоследствии переехал в Париж, продолжил свои литературные исследования в Сорбонне, одновременно занимал пост секретаря в журнале «Кием» в Париже.
Свою литературную деятельность начал в парижской газете «Унзер штиме», сотрудником которой оставался долгие годы. Публиковался в других периодических изданиях: на идише — «Унзер ворт», «Арбетер ворт» (Париж), «Лос ун лебн» (Лондон), «Лецте найес» (Тель-Авив) и французском языке.
Последнее известное место его проживания — Париж.

## Произведения
- Avrom Silkes. A shtot oyfn Bug : noveln / אַ שטאָט אויפֿן בוג : נאָוועלן (Une ville sur la Bug : nouvelles) (идиш). — Paris, 1963. — 157 с. — ISBN 0-657-12208-4. («Город на Буге»)